# الجبل الأخضر (عمان)
الجبل الأخضر هو جبل يقع في سلطنة عمان بولاية الجبل الأخضر بمحافظة الداخلية وهو جزء من سلسلة جبال الحجر، ويشتهر الجبل الأخضر بتنوع منتجاته الزراعية كالرمان والخوخ والمشمش والجوز والورود التي لا يمكن أن تنمو في أي مكان آخر في الخليج العربي عدا الجبل الأخضر نتيجة للطقس المتميز ويبلغ ارتفاعه حوالي 3000 متر(10 آلاف قدم) ويبعد عن العاصمة مسقط نحو 170 كيلومترا .
أضاف هذا الارتفاع مناخاً فريداً من نوعه بالخليج العربي، يتميز باعتدال درجات الحرارة صيفا وبالبرودة الشديدة شتاءً، ومع هذه الميزة تجود زراعة الأشجار متساقطة الأوراق والتي يطلق عليها أشجار الحلويات، حيث تتميز أشجار الفاكهة المتساقطة بتنوع وتعدد أصنافها ويأتي على رأس هذه الأنواع رمان الجبل الأخضر والذي ذاعت شهرته على مستوى دول الخليج العربي، وتوجد أيضاً أشجار ذات النواة الحجرية المحلية مثل الخوخ، والمشمش، وأشجار الجوز الشهيرة وبعض أصناف العنب والتين المحلية. ويشتهر سكان الجبل الأخضر بتربية الماشية وحرفة الزراعة .

## نبذة عامة حول الجبل الأخضر
يتمز من حصون كبيرة
إن حصون السلطان منعتنا منها إنها أرض عرفت باسمها اسم عمان (جبل عمان)
منذ أن تقرأ عنها في كتب الرحّالة الغربيين وهم يتحدثون عن منعة تلك المنطقة وحرمة الدخول إليها ومنهم الرحّالة الأخير للمنطقة (ولفيرد ثيسجر- مبارك بن لندن) وقد حذر من الاقتراب حيث أن الغربيين الكفار ممنوعين من تدنيس أرض الجبل – جبل عمان – ومنذ تلك القراءات ونفسي تتوق لزيارة لها وقد فعلت مرارا على مدى الخمس عشر سنة الماضية ولكن اصطدم بالإذن من والي نزوى والذي يحتم على الزائر أن يستخرجه، ولكن في ديسمبر من عام 2005م تم فتح الجبل للعموم من قبل السلطان قابوس سلطان عمان وتم تجهيز الجبل وتطوير الطرق إليه بحيث يكون وجهة سياحية للمنطقة بعد أن ظل قرونا مغلقا.

## جغرافية الجبل الأخضر
الجبل ليس بالكبير مساحة وهو يقع في المنطقة الداخلية بسلطنة عمان، ولو أنه يعتبر أعلى الجبال في شبة جزيرة العرب وأكبرها حيث يبلغ ارتفاعه 10000 عشرة آلاف قدم، وليس التميز للجبل الارتفاع فقط وإنما ما يميز هذا الجبل الطبيعة الساحرة، والمناخ الممتاز حيث لا ترتفع الحرارة في أغسطس عن 25 درجة وأما الشتاء فتحت الصفر .
وأيضاً الجبل الأخضر متوسط ارتفاعه نحو 1500 متر ولها سلسلة فقرية هي الجبل الأخضر الواقع إلى الجنوب الغربي من مسقط، الذي ترتفع قممة إلى نحو ثلاثة آلالف متر وتكثر في الهضبة الأودية السحيقة ذات الجوانب شديدة الانحدار، ويتجة بعض هذه الأودية إلى بحر عمان وبحر العرب .
وتوجد في الجبل الأخضر عدد من القرى التي تعد لوحة فنية جميلة صاغتها أيادٍ وأنامل الآباء والأجداد وتوارثها الأبناء والأحفاد، ومنها قرية سيق ووادي بني حبيب، والشريجة والعين والعيينة والعقر والقشع وسلوت والمصيرة، والمناخر وحيل اليمن، والسوجرة والروس والحليلات والغليل، وعقبة البيوت، والجرير والمعقل، وتتميز هذه القرى بالبيوت القديمة والحارات الأنيقة، ومزارعها الوارفة ومدرجاتها العامرة، كما تتميز بوفرة مياهها، وعيونها العذبة.

## الغطاء الخضري للجبل
كما أن الجبل يشتهر بزراعة أنواع من الفواكه والنباتات الأخرى مثل (الرمان ويصنف رمان الجبل على أنه أجود الأنواع في العالم – المشمش – الخوخ – التين – العنب – التفاح- التوت – الكمثرا) ويشمل مزروعات الجبل بعض الثمار النادرة مثل (الجوز - عين الجمل - الزعفران).

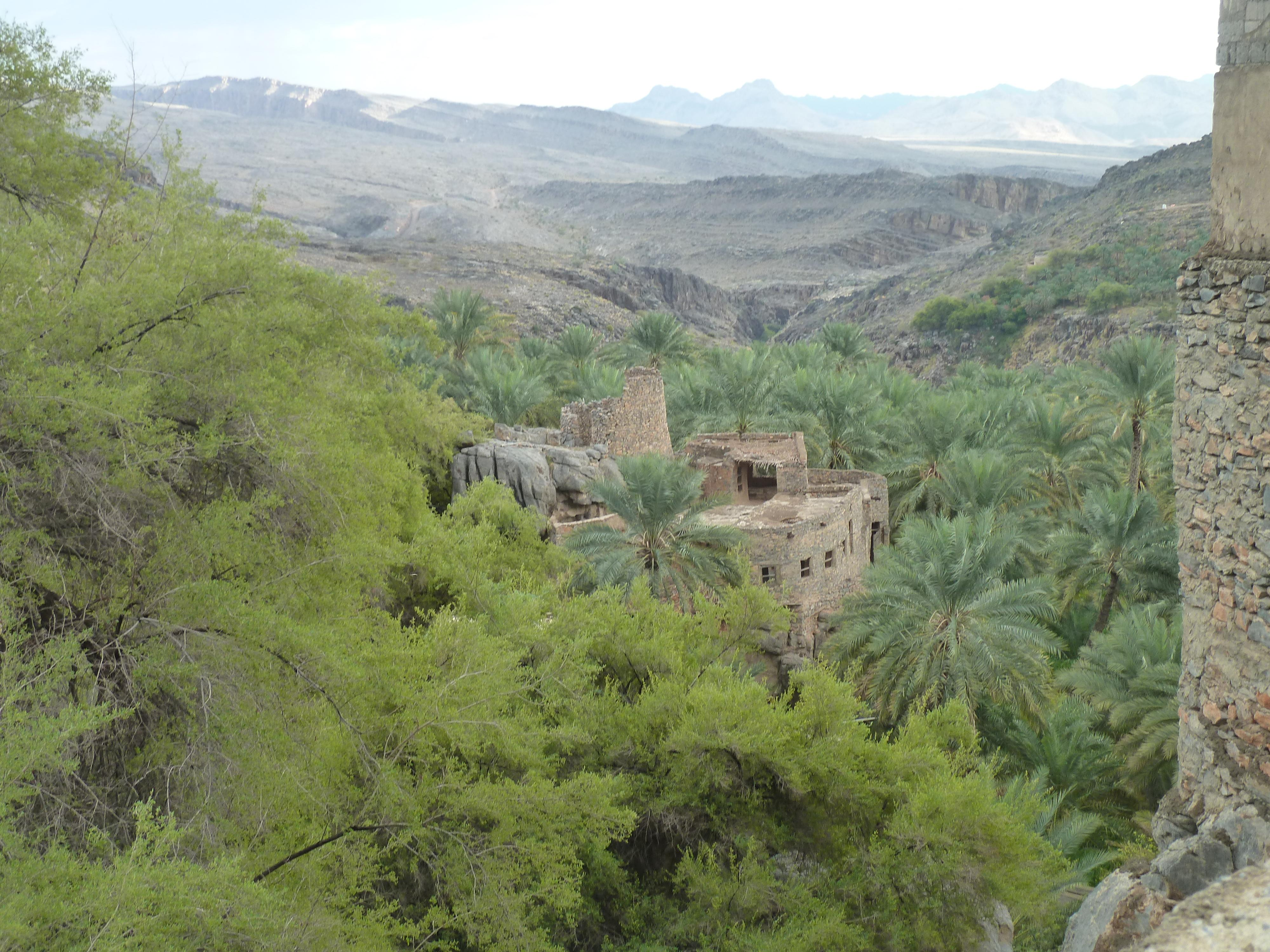
الزراعة في الجبل

## مناخ الجبل الأخضر
يتميز مناخ الجبل الأخضر بدرجات حرارة معتدلة في فصل الصيف الذي ترتفع فيه درجات الحرارة في المنطقة بأكملها، وشديد البرودة في فصل الشتاء ، فعندما تقترب منه تأخذك هيبة المكان وسحره وشموخه، وهو يعانق الغيوم بسمائه، وأرض مليئة بالتاريخ الإنساني والجيولوجي، كما يتميز بمدرجاته الزراعية البديعة، وأشجاره وثماره الفريدة، وجباله الشاهقة، وتضاريسه المتنوعة، ووديانه الرائعة.

## حيوانات الجبل
وأما ما يتعلق بالحيوانات البرية المتواجدة بالجبل ففيها (الوعل الجبلي -الغزلان – الذئب – النمر العربي -التيوس-الحمار-) وهذه الأنواع تعيش في مناطق وعرة يصعب الوصول إليها..
كما أن أهل الجبل يشتهرون بصناعة ماء الورد وبعض الأنسجة والرعي والزراعة.
ومن مشاهدة لأشجار الجبل والتعرف عليها من بعض أهل الجبل تعرف على شجرة العلعلان والتي لا تنمو إلا هنا في الجبل ويوجد أشجار الزيتون وشجر البوت والشحس.